# Takahito, prins Mikasa
Takahito, prins Mikasa, född 2 december 1915, död 27 oktober 2016, var en japansk prins. Han var son till kejsar Taishō och kejsarinnan Teimei av Japan. 
Han var starkt motsatt Japans handlingar under andra världskriget och förde öppet motstånd mot dessa. 1946 yrkade han att hans bror Hirohito skulle abdikera och ta det fulla ansvaret för nederlaget.
Han hade efter kriget en akademisk karriär där han studerade och undervisade i studier av kristendom och judaistik, men även arkeologi och språk.

## Utmärkelser
- Stora ordensbandet av Krysantemumorden
- Jubileumsmedaljen från firandet av 2500-årsdagen för grundandet av shah-dömet i Iran
- Kronorden
- Sankt Olavs orden
- Peruanska Solorden
- Pahlaviorden
- Södra korsets orden
- Elefantorden
- Storkorsriddare av Republiken Italiens förtjänstorden
- Showas trontillträdesmedalj
- Kungliga Serafimerorden

[Redigera Wikidata]